# Георги Георгиев (юрист)
Вижте пояснителната страница за други личности с името Георги Георгиев.
Георги Валентинов Георгиев е български юрист, учен и общественик, председател на Столичния общински съвет (СОС) и политик от партия ГЕРБ. Главен асистент по търговско право в Юридическия факултет на СУ „Св. Климент Охридски“ и е управляващ съдружник в адвокатското дружество „Георгиев и Колев“.

## Биография
Роден е на 26 май 1986 година в гр. Раднево. Завършва Търговската гимназия „Княз Симеон Търновски“ през 2005 година, а през 2010 година – право в Софийския университет. Обучавал се е в курсове по английско облигационно право в Университета в Кеймбридж през 2007 година и английско търговско право в Лондонското училище по икономика и политически науки през 2010 година.
През 2012 година завършва магистърска програма по международно и сравнително търговско право в Кингс Колидж с основни области на специализация търговско право – дружествено право, право на капиталови пазари (секюритизация и деривати, синдикирани заеми, дългово и проектно финансиране) и търговски арбитраж. 
През 2012 е избран за консултант за България и член на работна група по изследователски проект на Лондонското училище по икономика и политически науки, финансиран от Европейската комисия, за проучване на законодателството и съдебната практика на държавите – членки в областта на корпоративното управление. 
От 2013 г. е адвокат в Софийската колегия . 
През 2024 г. е избран за народен представител от ГЕРБ.
От 16 януари 2025 г. е министър на правосъдието в кабинета ,,Желязков’’.

## Политическа и обществена дейност
През 2019 година Георгиев е избран за общински съветник в Столичния общински съвет като гражданска номинация от листата в коалицията на ГЕРБ и СДС. В периода 2019 – 2021 година е председател на Постоянната комисия по финанси и бюджет в Столичния общински съвет и е заместник-председател на Постоянната комисия по местно самоуправление и нормативна уредба.
През септември 2021 година е избран за председател на Столичния общински съвет с гласовете на 36 представители на ГЕРБ и „Обединени патриоти“ от присъствали 44 души от общо 61 общински съветници.
През 2022 Георгиев обявява инициатива с кмета на Столичната община за създаване нова социална услуга – „Правна клиника“ за пострадали от домашно насилие жени и деца, както и за създаване на второ защитено жилище с 10 места.
В допълнение към партньорството с неправителствени организации в борбата с домашно насилие Георгиев се ангажира с още две социални каузи. Първата е реализация на програма за интеграция и кариерно развитие на деца и младежи със синдром на Даун. Вследствие са осигурени безплатен достъп до спортни и общински обекти и средства за ангажиране на треньори.  За хората с алцхаймер и деменция, които се губят в големия град, е въведена общинска програма за безплатно предоставяне GPS-проследяващи устройства. Устройствата се дават на семействата им, като наред с това се осигурява обучение за работа с тях. След инцидента с изчезването на малкия Сашко от Перник през есента 2022 същата социална услуга е достъпна и за родители с деца с аутизъм. 
Георгиев е сред инициаторите на въвеждането на нови правила за ограничено използване на пиротехника в Столична община с цел опазването на общественото здраве, чистотата на въздуха и живота на домашните любимци и дивите животни. 
През 2022 година след поредица от трагични пътни инциденти на територията на Столична община Георгиев обявява за свой основен приоритет в работата като председател на Столичния общински съвет. Мерките, които се реализират в тази насока са: безплатни курсови за пътна безопасност за граждани с 10 години опит зад волана; поставени са 32 две електронни табла за скорост в проблемни точки в София; монтирано е засилено осветление и е положена пътна маркировка на над 400 пешеходни пътеки; обособени са 50 нови пешеходни пътеки, като 30 от тях са с изградени неравности за ограничаване на скоростта. 
Георги Георгиев предприема действия по реформа и създаване на нови правила за преместваемите обекти в Столична община.    Вследствие от приетите мерки започва поетапното премахване на редица незаконни търговски обекти в София: Ресторант "Веселото село" в Борисовата градина , незаконните павилиони в кв. "Лозенец"  и др. 
По предложение на Георгиев се затяга контрола над трите големи общински дружества „Толлофикация“ ЕАД, „ЦГМ“ ЕАД и „Софийски имоти“. С промени в уставите се въвежда т.нар. „съвместно представителство“. Това означава, че всички документи ще се подписват не само от изпълнителните им директори, но и от председателите на директорските бордове. 
Георгиев е вносител на доклад за мащабна капиталова програма на Столична община за ремонт на 700 000 квадратни метра тротоарни площи в Столична община в рамките на година - 14 пъти повече спрямо досегашните действия на общината. Програмата за ремонт на тротоарите се реализира при съблюдаване на новоприети стандарти за настилки в пешеходните пространства на София. Стандартите дават насоки за избора на материали и начина на прилагането им при ремонт на съществуващи и изграждане на нови настилки, оформяне на бордюри, тактилни ивици, решетки за отводняване, указания за посаждане на растения и т.н. Независимо дали общината или частен инвеститор е изгражда дадена сграда изграждането на тротоарите ще трябва да се съобрази със задължителните изисквания при полагането на настилката. Документът вече е задължителен при изготвяне на задания за проектиране и изработването им, както и за строителите при изпълнението им. Той е в помощ на контролните органи при мониторинг на обектите и при приемане на извършеното строителство.  
През март 2022 Георги Георгиев подкрепя организацията на украинците в България „Мати Украйна" с цел помощ на огромния поток украински бежанци в страната. След гласуване Столичният общински съвет предоставя помещение в район "Възраждане" за хуманитарен център с цел събиране на всякакви помощи от първа необходимост за гражданите на Украйна, които търсят спасение в България. Адвокатската кантора на Георгиев предоставя безплатни юридически консултации на украинските бежанци, потърсили спасение в България, самият Георгиев признава, че е осигурил и два автобуса, които са извозвали бежанци от румънско-украинската граница през месец февруари.  Георгиев е сред вносителите на предложението украинските бежанци да ползват безплатно градския транспорт в София за срок от 3 месеца. В допълнение общински съветници на ГЕРБ-СДС и районните кметове на ГЕРБ купуват и даряват 100 броя месечни абонаментни карти за всички линии на украински неправителствени организации за техни доброволци в София като израз на съпричастност и подкрепа за усилията им.  Председателят на Столичния общински съвет осъжда избиването на мирно население в украинския град Буча и призовава Международния трибунал в Хага да се произнесе. 
През декември месец по инициатива на Георгиев са организирани десет коледни пазара, разположени на терени на общински дружества. На коледните пазари се продават приоритетно продукти на местни производители и социални предприемачи. Всеки един от пазарите включва и празнична културна програма от музикални и творчески събития. В допълнение в Княжеската градина е открит голям леден парк с ледена пързалка и други зимни атракции. 
Депутат в 50-ото Народно събрание - 20.06.2024 г.

## Юридическа дейност
От 2012 до учредяването на Адвокатско дружество „Георгиев и Колев“ през 2018 е работил като адвокат в едно от водещите адвокатски дружества в страната – „Георгиев, Тодоров и Ко.“
В периода 2013 – 2016 година Георги Геогиев е хоноруван асистент по търговско право в ЮФ на УНСС, а от 2016 е щатен асистент по търговско и гражданско право в ЮФ на СУ „Св. Климент Охридски“.
Защитава докторска степен по право в Софийския университет с дисертация на тема „Залог на търговско предприятие“ през 2019 година, въз основа на която издава книга със същото заглавие.  Научните му интереси са в сферата на търговско право, облигационно право, гражданско право, право на капиталовите пазари. В тази сфера са основните му научни публикации: